# Per Gessle
Per Håkan Gessle (født 12. januar 1959 i Halmstad) er en svensk popsanger, guitarist og sangskriver.
Per Gessle har siden 1980'erne været en af Sveriges mest populære musikere. Han slog igennem som sanger og frontfigur i Gyllene Tider. Sammen med sangerinden Marie Fredriksson dannede han i 1986 popduoen Roxette, som var Sveriges største musikeksport 1988-1995. Senere har han også haft succes som solomusiker med album på både svensk og engelsk. Derudover har han skrevet sange til en lang række andre.